# Горчивче
Горчивчето (Menyanthes trifoliata), известно още като трилистна водна детелина, е тревисто многогодишно растение от семейство Воднодетелинови. Разпространено из заблатени места и торфища по високите полета и планини.
Многогодишно тревисто растение с пълзящо коренище. Листата са месести и триделни, с епилептични дялове и дълги дръжки, прикрепени към коренището. Цветоносният стълб е висок 40 см., а чашката е 5 листна. Венчето – розово и фуниевидно, с дълга тръбичка и 5 тичинки. Плодът е кутийка с 6-7 лъскави яйцевидни жълтеникави семена.

## Действие и приложение
Използват се листата с малка част от дръжката(настойка). Изсушената билка има срок на годност 2 години.
Жлъчегонно, апетитовъзбуждащо, нервноуспокоително действие. Билката възбужда апетита, усилва секрецията на стомашно-чревната система, подобрява храносмилането. Употребява се при чернодробни заболявания (хепатит, холецистит, холангит). В народната медицина се препоръчва при кашлица, малокръвие, задух, хемороиди, възпаление на гърлото, както и при главоболие, студени ръце и крака, шипове, захарна болест, глисти.